# Balgenkamera
Als Balgenkamera bezeichnet man eine klassische Bauform von fotografischen Kameras mit einem Balgen zwischen Objektiv und Kameragehäuse.

## Geschichte und Entwicklung

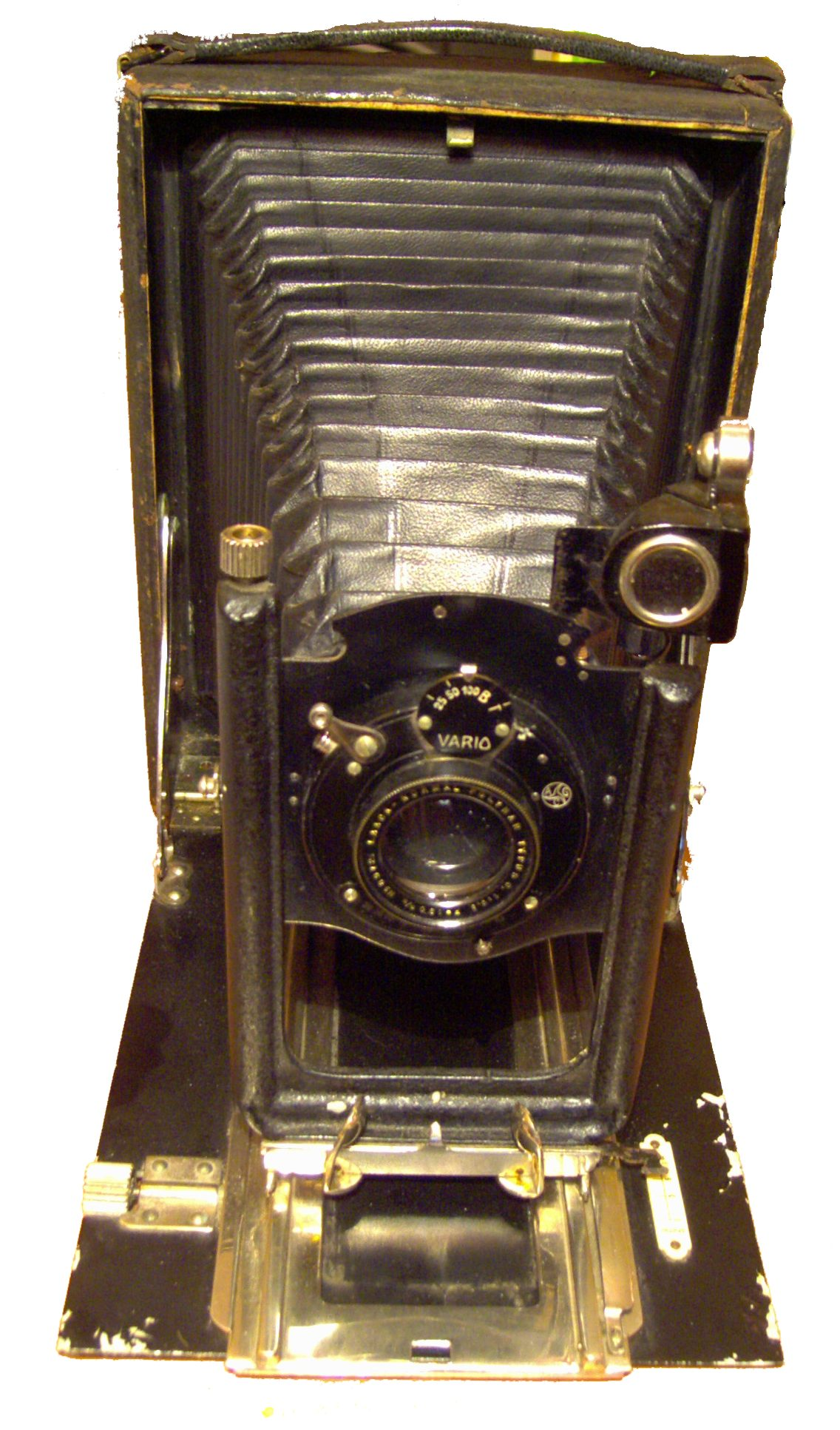
Balgenkamera

Die erste Balgenkamera stellte Baron Séguier 1839 her, also noch im Jahr der offiziellen „Erfindung“ der Fotografie; er beschreibt die Kamera als „Apparat, eine Camera obscura mit blasebalgähnlichem Gehäuse, das sich also zusammenfalten lässt und mit einem Henkel versehen ist, so dass man ihn leicht tragen kann“.
Das Bauprinzip der Balgenkamera wurde anschließend kontinuierlich verbessert. Beispielsweise wurde eine Vorrichtung ergänzt, mit der die Einstellscheibe schnell durch eine lichtempfindliche Platte ersetzt werden konnte.
Des Weiteren wurde eine Zahnstange eingeführt, um die wichtigsten Kamerateile – Objektiv- und Filmstandarte – zur Auszugsveränderung präzise gegeneinander verschieben zu können.
Diese Kamerabauform wird bis heute noch in der Großformatfotografie genutzt; viele Großformatkameras wie die von Carl August Koch  entwickelte Fachkamera aus Metall auf der Basis der optischen Bank basieren auf dem Prinzip der Balgenkamera. 